# Oxögat (Lockne socken, Jämtland)
Oxögat är en sjö i Östersunds kommun i Jämtland och ingår i Ljungans huvudavrinningsområde.